# Ceppo lac +
Lo lac + è un Ceppo batterico capace di sintetizzare l'enzima B-galattosidasi utile per trasformare il lattosio in due monosaccaridi semplici (glucosio e galattosio) e così riuscire ad utilizzarlo. Invece, il ceppo lac-,  non è in grado di utilizzare il lattosio come fonte di carbonio.
Il lac è stato il primo operone individuato, per merito di Jacob, Monod e Lwoff. è presente nel batterio Escherichia coli, in dosi minime in condizioni normali, mentre la sua concentrazione aumenta notevolmente in presenza di lattosio, per poi tornare a livelli bassissimi una volta sintetizzato in carbonio. Il lac regola infatti la sintesi di 3 diversi enzimi necessari per la digestione del lattosio.